# جولای کلارک
جولای کلارک (نام علمی: Ploceus golandi) نام یک گونه از سرده جولاها است.